# 할리데 에디프 아드와르

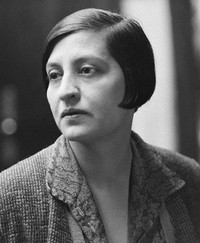
할리데 에디프

할리데 에디프 아드와르(튀르키예어: Halide Edip Adıvar, 1884년 1월 7일 ~ 1964년 1월 9일) 또는 할리데 에디프는 오스만 제국 및 터키 공화국의 소설가, 작가, 페미니스트 활동가, 정치인이다. 할리데는 터키 여성들의 낮은 사회적 지위와, 여성들이 그러한 상황을 바꾸는 데 관심을 기울이지 않는다는 것을 날카롭게 비판하였다. 할리데의 거의 모든 작품에서는 여성의 성적 자유와 여성의 권리 옹호가 역력하게 드러나고 있다.

## 생애
할리데는 1884년 제국의 수도 이스탄불에서 태어났다. 어린 시절 할리데는 일찍이 어머니를 잃고 새어머니를 맞았는데, 새어머니는 할리데를 잘 돌봐주지 않았기 때문에 할리데는 그리스인 아이들이 다니는 유치원에 다녔다. 여기서 할리데는 자연스레 그리스어를 배우게 되었고, 이로 인해 할리데는 나중에 기독교도들에게 호의적인 태도를 갖게 된다. 성장한 할리데는 위스퀴다르 아메리카 칼리지를 다녔으며, 당시의 유명 학자들에게서 사회학, 철학, 수학을 개인지도받았다. 아버지는 할리데가 서양식 학문을 배우게 했으나, 외할머니는 이에 반대하여 아랍어, 꾸란 등을 배우며 이슬람식으로 교육받기를 원했다. 결과적으로 할리데는 어렸을 때부터 두 문화를 동시에 접하고, 양쪽 모두를 지적 토양으로 흡수하게 된다.
교육받은 후 할리데는 여성이 직업을 갖는 것이 흔치 않던 시기에 1910년부터 이스탄불 여자고등학교, 이스탄불 사범학교에서 역사와 교육학을 담당하는 교사로 재직하며 직업 활동을 시작하였다. 작가로서의 활동은 1908년부터 신문 《타닌(Tanin)》에 교육과 여성 문제에 대한 글을 쓰면서 시작하였는데, 직업 활동과 병행해서 소설도 창작하기 시작하여 1910년 처녀작 《세위예 탈리프(Seviye Talip)》를 발표하였다. 이 작품은 큰 호평을 받았고, 할리데는 계속해서 소설을 쓰게 된다. 같은 신문에 단편 소설도 투고하였는데, 나중에 이를 모아 1911년 단편집 《폐허의 신전(Harap Mabetler)》을 출간하였다.
할리데는 제1차 세계대전 시기에는 다마스쿠스 및 레바논의 도시에 있는 여학교의 장학관이 되어 시리아, 레바논 지역으로 가 있었다. 이 시기인 1917년 에디프는 오랫동안 알고 지냈던 친한 주치의 아드난 아드와르(Adnan Adıvar, 1882년 ~ 1955년)와 두 번째로(초혼에 관해서는 이하에 서술) 결혼하였다. 전쟁이 끝나고 본토로 돌아온 후에는 이스탄불 대학의 유럽 문학 교수로 강의를 하면서 로버트 칼리지에서도 교육에 관한 업무를 맡았다. 그러던 중 할리데가 공화국에서 정치 활동을 하면서 설립 시부터 몸담았던 진보공화당이 폐쇄 처분을 받자 정치적 동지들과 부당하게 반역죄 혐의를 받아 1926년 해외로 떠나, 오랫동안 프랑스와 영국에서 거주하였다. 이 기간 동안에는 비교적 자유롭게 작품활동을 하다가 잠시 미국의 컬럼비아 대학교(1931~1932)와 인도의 델리 이슬람 대학교(1935)에서 초빙교수로 재직하기도 했다.
1938년 아타튀르크가 사망하자 할리데는 1939년 오랜 외국 생활을 청산하고 공화국에 귀국하였다. 1940년에는 다시 이스탄불 대학 문과대학 영문학과 교수로 임용되어 교수 생활을 시작할 수 있었다. 정치 활동도 병행하여 나중에는 이즈미르 시에서 국회의원으로 선출(1950~1954)되기도 했다. 임기가 끝난 후에는 다시 대학 강단으로 돌아왔다. 그 이후에도 끊임없이 문학 활동을 계속하여 죽기 얼마 전까지도 소설을 발표하던 할리데는 1964년 이스탄불에서 사망하였다.

## 일부다처제 반대
할리데의 아버지가 두 번째 부인과의 애정이 식은 채로 세 번째 부인을 맞자, 할리데는 두 번째 부인의 고통과 불행을 근처에서 목격하였다. 이는 일생 동안 할리데 에디프가 일부다처제에 강하게 반대하게 된 계기였다. 할리데는 1901년 처음 수학자인 살리흐 제키(Salih Zeki, 1864년 ~ 1921년)와 결혼하였다가, 살리흐가 두 번째 부인을 맞자 1910년 이를 이유로 이혼할 정도로 일부다처제를 적극적으로 거부하였다.

## 독립전쟁 참여
1차 대전이 끝나고 열강들에 의해 이스탄불이 점령되자 1919년 할리데는 남편과 함께 앙카라로 가서 무스타파 케말 장군의 측근이 되어, 아나톨리아 지역에서 벌어지던 터키 독립전쟁에 자원하여 참가하였다. 이 시기의 할리데는 여러 부류의 사람들을 만나면서 전쟁터를 직접 겪었고, 이 경험은 할리데의 귀중한 문학적 자양분이 되었다.

## 러일전쟁의 영향
독립전쟁에 참여한 것에서 엿볼 수 있듯이 할리데 에디프는 터키인으로서의 의식이 강했으며, 그에 따라 민족주의적 성향도 뚜렷하였다. 예로, 할리데는 러일전쟁에서 일본이 오스만의 오랜 숙적인 러시아에 줄곧 우세하다가 마침내는 승리를 거머쥔 데 대해 열광적인 반응을 보였다. 심지어 그는 아들의 이름을 쓰시마 해전의 승리자인 일본제국 해군 제독 도고 헤이하치로의 이름을 따 '토고(Togo)'로 짓기도 했다.

## 주요 작품 목록
- Seviye Talip (1910)
- Mevut Hükümler (1918)
- Yeni Turan (1912)
- Son Eseri (1919)
- Ateşten Gömlek (1922)
- Çıkan Kuri (1922)
- Kalb Ağrısı (1924)
- Vurun Kahpeye (1926)
- 할리데 에디프의 회상록, New York-London: The Century, 1926
- 《터키의 시련 보관됨 2013-03-31 - 웨이백 머신》, New York-London: The Century, 1928 (회상록)
- Zeyno'nun Oğlu (1928)
- 《터키가 서구를 대면하다》, New Haven-London: Yale University Press/Oxford University Press, 1930
- The Clown and His Daughter (1936)
- Türkün Ateşle İmtihanı (1962)

## 참고 문헌
- 이난아, 《터키 문학의 이해》, 월인, 2006